# (5833) Peterson
(5833) Peterson es un asteroide perteneciente al cinturón exterior de asteroides, región del sistema solar que se encuentra entre las órbitas de Marte y Júpiter, descubierto el 5 de agosto de 1991 por Henry E. Holt desde el Observatorio del Monte Palomar, Estados Unidos.

## Designación y nombre
Designado provisionalmente como 1991 PQ. Fue nombrado Peterson en homenaje a Colin A. Peterson, especialista en investigación en la Universidad de Cornell, y responsable del diseño de secuencias para el equipo NEAR Spacecraft Multi-Spectral Imager y Near-Infrared Spectrometer, ha desarrollado métodos innovadores para obtener mapas espectrales de (433) Eros.

## Características orbitales
Peterson está situado a una distancia media del Sol de 3,494 ua, pudiendo alejarse hasta 3,605 ua y acercarse hasta 3,382 ua. Su excentricidad es 0,031 y la inclinación orbital 19,37 grados. Emplea 2385,57 días en completar una órbita alrededor del Sol.

## Características físicas
La magnitud absoluta de Peterson es 11. Tiene 27,077 km de diámetro y su albedo se estima en 0,105. 